# ریچاردسون (تگزاس)
ریچاردسون، تگزاس(به انگلیسی: Richardson, Texas) شهری در ایالت تگزاس از ایالات جنوبی ایالات متحده آمریکا است. این شهر بخشی از کلان شهر دالاس-فورت وورث محسوب می‌شود و در شمال مرکز شهر دالاس و در جنوب شهرپلینو واقع شده‌است. 
به علت تمرکز دفاتر شرکت‌های بزرگ مخابراتی در این شهر و دالاس، ریچاردسون لقب راهروی مخابرات را به خود اختصاص داده است. در سرشماری سال ۲۰۰۰، جمعیت این شهر ۱۰۱۴۰۰ نفر اعلام شد.
دانشگاه تکزاس در دالاس در این شهر قرار دارد. ای تی اند تی ، بانک آو آمریکا و بنیاد بلوکراس بلوشیلد از مهم‌ترین کارفرمایان این شهر محسوب می‌شوند.
دفتر مرکزی شرکت‌های فسیل، متروپی سی اس (پنجمین اپراتور مخابراتی آمریکا)، لنوکس، رستوران‌های زنجیره ای وینگ استاپ در این شهر قرار دارد.

## نگارخانه

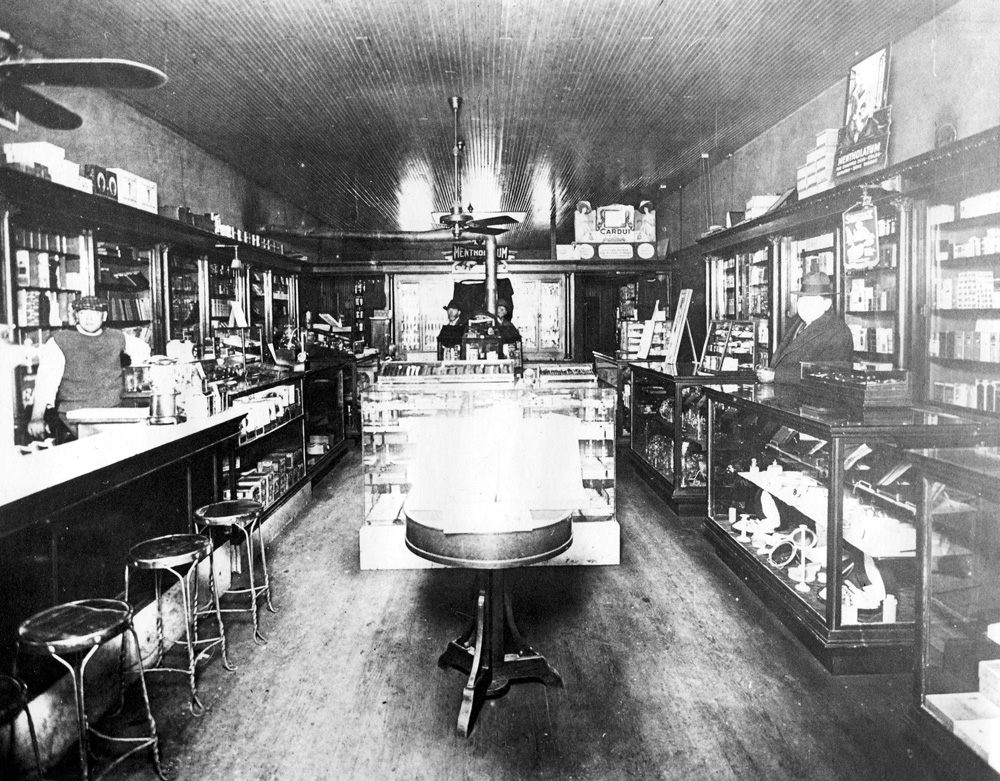
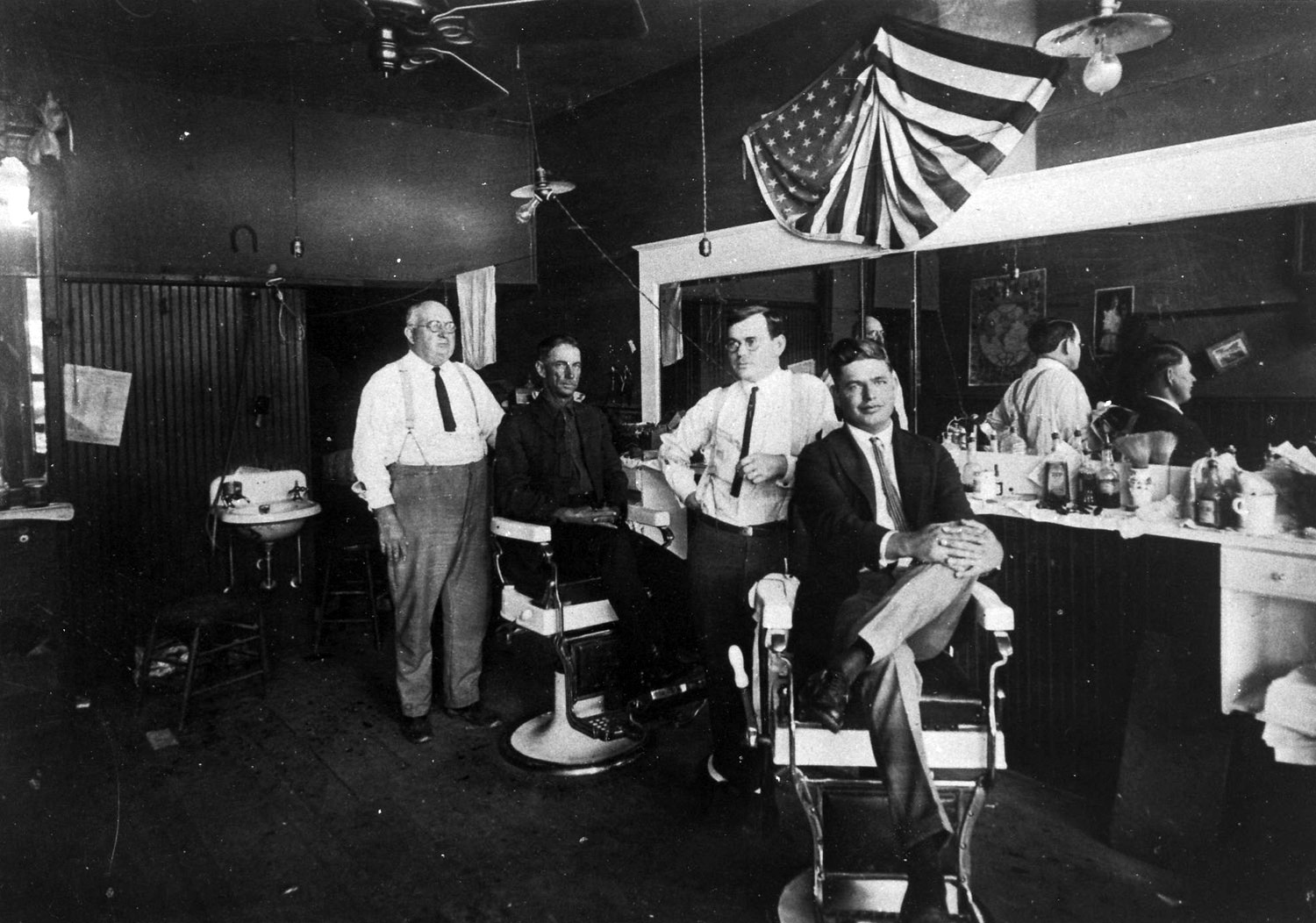
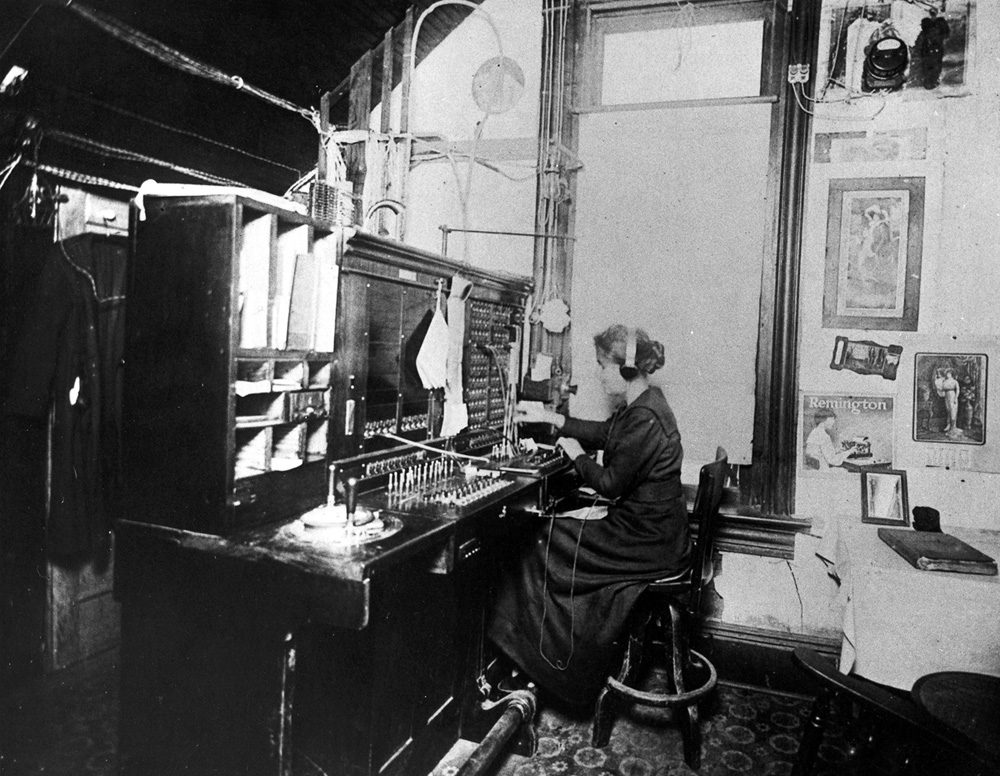

## جستارهای ویژه
- فهرست شهرهای تگزاس